# Atletica leggera ai Giochi della XXX Olimpiade - Maratona maschile

Video ufficiale della gara

Ai Giochi della XXX Olimpiade, la competizione della maratona maschile si è svolta il 12 agosto nella città di Londra.

## Presenze ed assenze dei campioni in carica
Per i campionati europei si considera l'edizione del 2010.
| Competizione      | Atleta         | Prestazione | Londra 2012   |
| ----------------- | -------------- | ----------- | ------------- |
| Olimpiadi 2008    | Samuel Wanjiru | 2h06'32"    | Deceduto 2011 |
| Commonwealth 2010 | John Kelai     | 2h14'35"    | Non qual.     |
| Europei 2010      | Viktor Röthlin | 2h15'31"    | Presente      |
| Asiatici 2010     | Ji Young-Jun   | 2h11'11”    | Non selez.    |
| Mondiali 2011     | Abel Kirui     | 2h07'38"    | Presente      |

## La gara
La gara si disputa in un circuito ritagliato nel centro di Londra, da percorrere quattro volte. I kenioti sono i protagonisti della prima parte della gara: al quinto km Wilson Kipsang aumenta il ritmo correndo i successivi 5 km in 14'11”. Scava tra sé e il gruppo un solco di 13 secondi. A metà percorso (1h03'15”) è ancora in testa, seguito da un gruppetto di 6-7 atleti staccati di 16-17 secondi.
Al 25º km il gruppo degli inseguitori, ridotto a tre uomini (Kirui, Kiprotich e Ayele Abshero), ha ridotto lo svantaggio a 7 secondi. Kipsang viene raggiunto a 26,6 km. Al 30º km Abshero rimane indietro e poco dopo si ritira. Rimangono due kenioti, Kirui e Kipsang, e l'ugandese Kiprotich. Poco prima del 40º km, Kiprotich li sorpassa e non si fa più raggiungere.
L'ugandese vince con un buon distacco (quasi mezzo minuto) sul primo dei kenioti. Venti dei 105 partenti non hanno concluso la gara, una percentuale alta che si può spiegare con le condizioni climatiche: caldo insolito unito ad elevata umidità. Per l'Uganda è il secondo oro olimpico nell'atletica leggera della sua storia.

## Ordine d'arrivo
| Primatista mondiale   | 2h03'38" 2011  | Patrick Musyoki | Non selezionato |
| Primatista stagionale | 2h04'23 (27/1) | Ayele Abshero   | Presente        |

1. ↑  Alla data del 20 luglio 2012.

Le prime trenta posizioni:
| Pos. | Atleta                | Paese         | Tempo    | Note                          |
| ---- | --------------------- | ------------- | -------- | ----------------------------- |
| 1    | Stephen Kiprotich     | Uganda        | 2h08'01” |                               |
| 2    | Abel Kirui            | Kenya         | 2h08'27” |                               |
| 3    | Wilson Kipsang        | Kenya         | 2h09'37” |                               |
| 4    | Mebrahtom Keflezighi  | Stati Uniti   | 2h11'06” |                               |
| 5    | Marilson dos Santos   | Brasile       | 2h11'10” |                               |
| 6    | Kentaro Nakamoto      | Giappone      | 2h11'16” |                               |
| 7    | Cuthbert Nyasango     | Zimbabwe      | 2h12'08” | Miglior prestazione personale |
| 8    | Paulo Roberto Paula   | Brasile       | 2h12'17” |                               |
| 9    | Henryk Szost          | Polonia       | 2h12'28” |                               |
| 10   | Ruggero Pertile       | Italia        | 2h12'45” |                               |
| 11   | Viktor Röthlin        | Svizzera      | 2h12'48” |                               |
| 12   | Oleksandr Sitkovs'kyj | Ucraina       | 2h12'56” |                               |
| 13   | Franck De Almeida     | Brasile       | 2h13'35” |                               |
| 14   | Aleksey Reunkov       | Russia        | 2h13'49” |                               |
| 15   | Wirimai Juwawo        | Zimbabwe      | 2h14'09” |                               |
| 16   | Michael Shelley       | Australia     | 2h14'10” |                               |
| 17   | Emmanuel Mutai        | Kenya         | 2h14'49” |                               |
| 18   | Rachid Kisri          | Marocco       | 2h15'09” |                               |
| 19   | Yared Asmerom         | Eritrea       | 2h15'24” |                               |
| 20   | Dylan Wykes           | Canada        | 2h15'26” |                               |
| 21   | Raul Pacheco          | Perù          | 2h15'35” |                               |
| 22   | Eric Gillis           | Canada        | 2h16'00” |                               |
| 23   | Dmitrij Safronov      | Russia        | 2h16'04” |                               |
| 24   | Carles Castillejo     | Spagna        | 2h16'17” |                               |
| 25   | Iaroslav Musinschi    | Moldavia      | 2h16'25” |                               |
| 26   | Marius Ionescu        | Romania       | 2h16'28” |                               |
| 27   | Reid Coolsaet         | Canada        | 2h16'29” |                               |
| 28   | Martin Dent           | Australia     | 2h16'29” |                               |
| 29   | Vitalij Šafar         | Ucraina       | 2h16'36” |                               |
| 30   | Lee Merrien           | Gran Bretagna | 2h17'00” |                               |